# The House of Marney
The House of Marney è un film muto del 1926 diretto da Cecil M. Hepworth. Fu l'ultimo film diretto dal regista ed ebbe come protagonista Alma Taylor, una delle sue attrici preferite.

## Produzione
Il film fu prodotto dalla Nettlefold Films.

## Distribuzione
Distribuito dall'Allied Artists, il film uscì nelle sale cinematografiche britanniche nel dicembre 1926.